# Silence radio
Dans les radiotélécommunications, le silence radio est un état dans lequel les stations d’émission radio effectuent l'arrêt de transmission pour raisons de sécurité.

## Généralité
Le silence radio :
- évènement : début connu de l’évènement.
- silence : cessez immédiatement toute transmission et ce jusqu'à nouvel ordre.
- évènement : l’évènement en cours et jusqu'à une fin de l’évènement.
- fin de silence : les transmissions peuvent reprendre (à la suite du nouvel ordre).

Message d'urgence en radiotéléphonie :
- message urgent : demande de priorité afin de transmettre un message important.
- silence : cessez immédiatement toute transmission de routine et ce jusqu'à nouvel ordre.
- message urgent parlez : priorité afin de transmettre le message urgent.
- fin de message urgent : signale la fin de la transmission du message urgent.
- fin de silence : les transmissions de routines peuvent reprendre.

Exemple :
- message urgent de Z : La station Z demande la priorité afin de transmettre un message urgent.
- à tous de X silence, Z parlez : la station X est le Poste de Commandement Opérationnel
- Transmission du message urgent : La station Z transmet le message urgent
- fin de message urgent à vous : La station Z signale la fin de la transmission du message urgent.
- reçu, à tous de X fin de silence ou reçu, à tous de X silence fini : Les transmissions de routines peuvent reprendre.

## Tactique militaire
La guerre électronique consiste à exploiter les émissions radioélectriques d'un adversaire.
Le silence radio est une tactique militaire consistant à ne rien émettre pour éviter la détection et la radiogoniométrie. Dans les cas extrêmes, un silence radio (« contrôle des émissions » ou EMCON) peut également être mis en place comme moyen de défense contre l'interception.

## Période de silence radio du temps universel coordonné

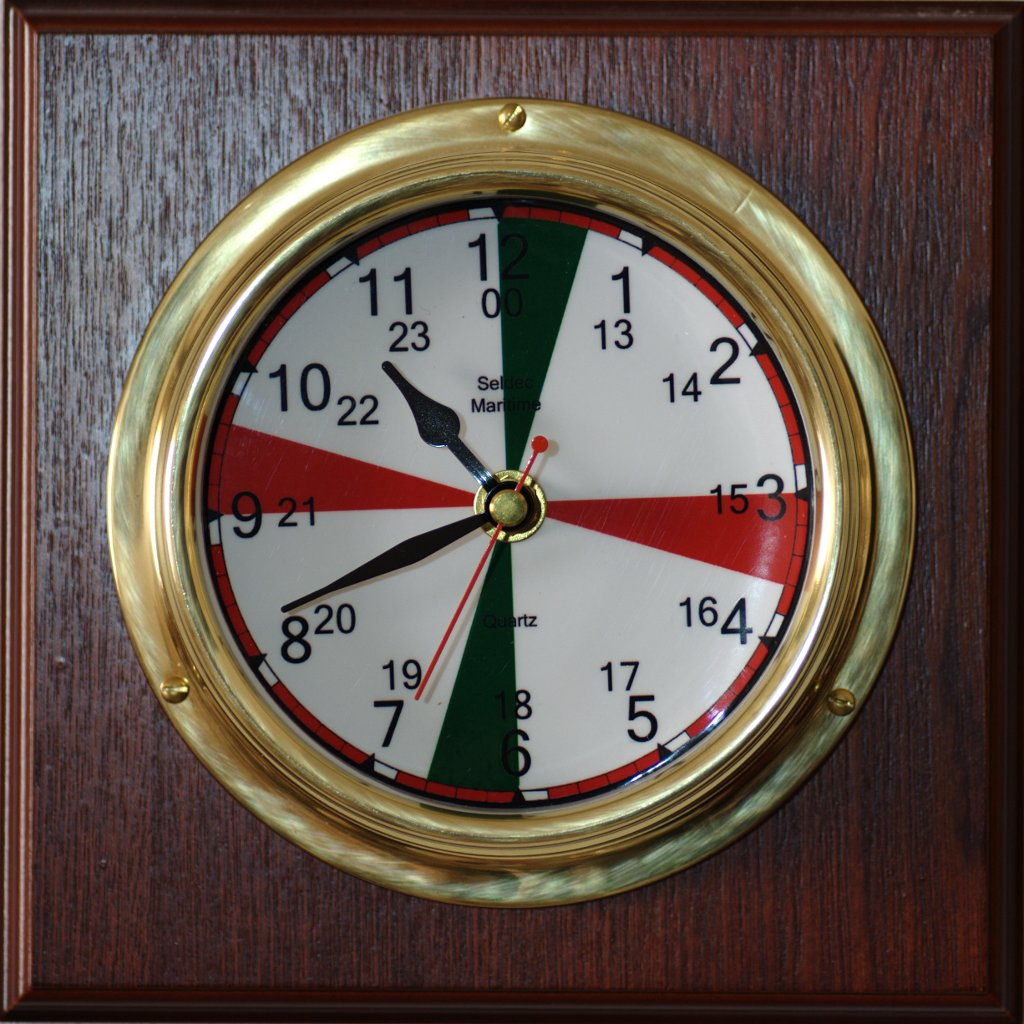
Périodes de silence radio de 3 minutes en temps universel coordonné.

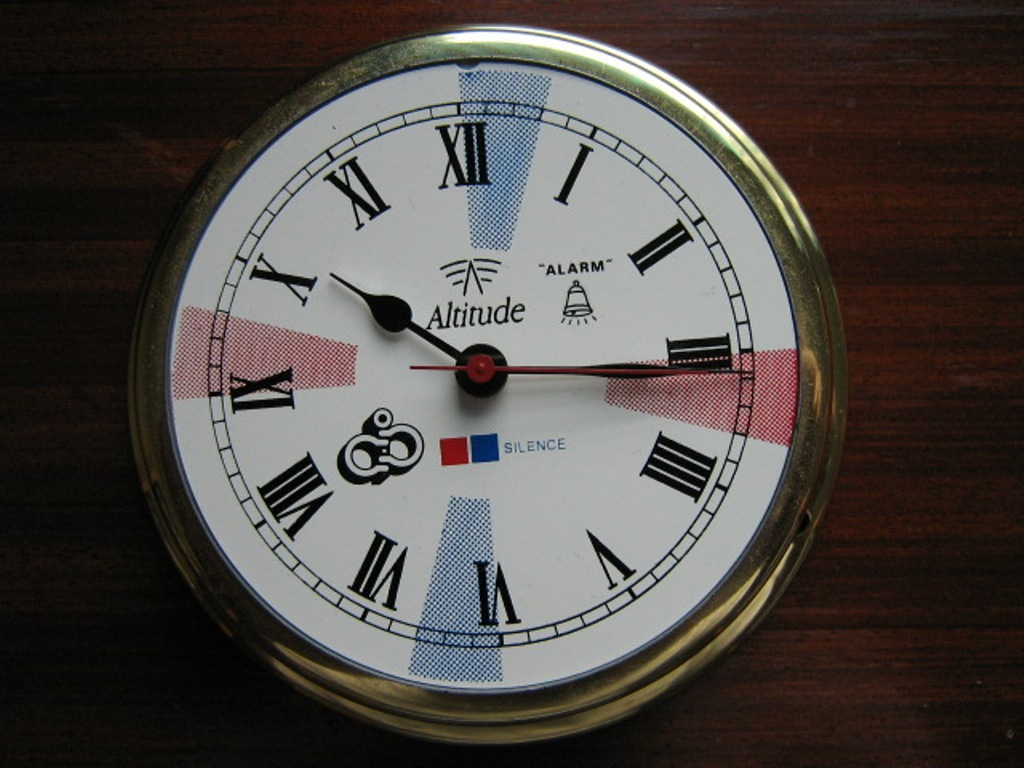
Périodes de silence radio de 3 minutes en temps universel coordonné.

Les quatre périodes de silence radio du temps universel coordonné sont réservées à l’envoi des messages de détresse, pour les stations ayant du mal à « passer » pendant le trafic radio normal.
Secteurs de couleur vert ou bleu :
Dans les secteurs de couleur vert ou bleu les stations radios effectuent un silence radio obligatoire de H + 00 à 03 et de H + 30 à 33 sur les fréquences :
- 2 174,5 kHz fréquence internationale en radiotélex (maritime).
- 2 182 kHz fréquence de détresse, d’appel d'urgence, d’appel de sécurité, d’appel de routine en radiotéléphonie en USB de la bande 1,605 MHz à 4 MHz.
- 2 187,5 kHz fréquence internationale d’appel sélectif numérique avec MMSI. (Puis émettre sur 2 182 kHz).

L’appel de routine, de sécurité, d’urgence est autorisé aux heures de H + 03 à 29 et de H + 33 à 59 avec un dégagement sur une fréquence de travail.
Cette disposition ne s'applique pas aux stations en détresse. Les radiocommunications pour la détresse sont libres sur les fréquences 2 174,5 kHz, 2 182 kHz et 2 187,5 kHz.
Secteurs de couleur rouge :
Dans les secteurs de couleur rouge les stations radiotélégraphiques effectuent un silence radio obligatoire de h + 15 à h + 18 et de h + 45 à h + 48 sur la fréquence 500 kHz.
Dans le monde, depuis 1912, les radiocommunications doivent cesser dans la bande comprise entre 495 kHz à 505 kHz durant la période de silence radio.
Dans quelques pays appliquant toujours l'ancienne recommandation, les émissions doivent cesser dans une bande comprise entre 490 kHz à 510 kHz durant la période de silence radio.
L’appel de routine, de sécurité et d’urgence est autorisé aux heures de h + 18 à h + 44 et de h + 48 à h + 14 avec un dégagement sur une fréquence de travail.
Cette disposition ne s'applique pas aux stations en détresse.
Référence de l'heure : la référence du temps universel coordonné est définie par les tops sur les fréquences: 2,5 MHz ; 5 MHz ; 10 MHz ; 15 MHz et 20 MHz.

## Aéronautique et maritime
Pour la sécurité et vie humaine. Les impositions du silence radio dans l’ordre de priorité :
- Détresse en radiotéléphonie Mayday ou en radiotélégraphie SOS (sauf sur un message de détresse déjà en cours)
- Urgence en radiotéléphonie PAN PAN ou en radiotélégraphie XXX (sauf sur un message de détresse et sauf sur un message d’urgence déjà en cours)[2]
- Sécurité en radiotéléphonie Sécurité ou en radiotélégraphie TTT (sauf sur un message de détresse ou d’urgence et sauf sur un message de sécurité déjà en cours)
- Routine (sauf sur un message en cours)

## Appel et trafic de détresse
- Le navire est en détresse

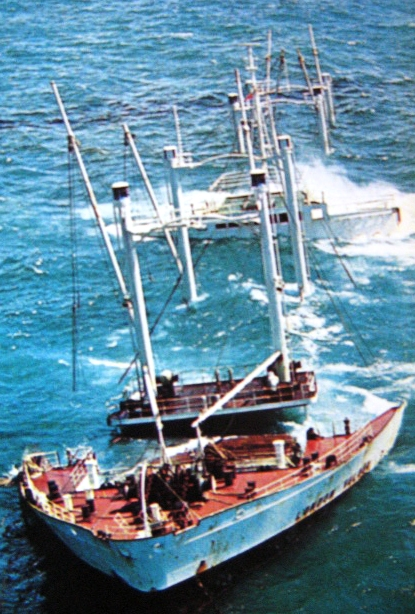
Navire et équipage en détresse

Le capitaine d'un navire peut faire usage des signaux d'alarme ou de détresse deux tonalités émises alternativement durant trente à soixante secondes et trois répétitions du mot Mayday en radiotéléphonie seulement dans le cas suivant : Pour signaler que son navire avec le personnel sont sous la menace d'un danger grave et imminent.
Il est composé du mot de code May Day émis trois fois suivi du mot Ici ou de puis du nom du bateau ou le MMSI ou l'indicatif (trois fois).
Exemple :
« 
Sur la fréquence 2 182 kHz)
May Day, May Day, May day, ici Bélougas, Bélougas, Bélougas;
May Day de Bélougas.
Longitude 3° Ouest Latitude 46° Nord.
le navire coule.
Abandon du navire. 9 personnes à bord.
Bélougas coque de couleur bleue. Demande assistance.
 »
- Annulation

Quand le capitaine d'un navire qui a émis un signal de détresse estime ultérieurement que l'assistance n'est plus nécessaire, ou qu'il n'y a plus lieu de donner suite au message, il doit immédiatement le faire savoir à toutes les stations intéressées sur le canal 2 182 kHz.
« 
Mayday
appel à tous
de
Bélougas, Bélougas, Bélougas.
Mayday fini, silence fini.
Nous n'avons plus besoin d'assistance.
 »
- Fin de détresse

« 
(Sur la fréquence 2 182 kHz)
Mayday à tous
Ici CROSS CORSEN.
May day de Bélougas Silence fini.
Cross Corsen le 5 mars à 22 h local.
 »

## La propagation par onde réfléchie entre ciel et terre

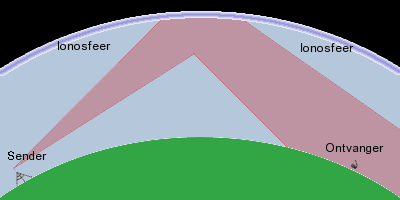
La propagation par onde réfléchie entre ciel et terre.

Les ondes décamétriques se propagent par réflexions successives entre le sol ou la mer et les couches E, F, F1 et F2 et par l'onde de sol.
On rencontre en partant de l’émetteur une courte zone de réception par onde de sol, une zone de silence radio (ou distance de saut), une zone de réception indirecte, une zone de silence radio (ou distance de saut), une zone de réception indirecte, une zone de silence radio (ou distance de saut) et ainsi de suite. L’énergie radiofréquence est réfléchie par les couches de l'ionosphère. Ces réflexions successives entre la mer ou le sol et les couches de l'ionosphère permettent des liaisons radio intercontinentales.